# Bengt Lindberg (idrottare)
Bengt Olov "Fimpen" Lindberg, född 14 november 1953 i Färila församling, Gävleborgs län, död 17 september 2014 i Almunge församling, Uppsala län var en svensk handikappidrottare.
Bengt "Fimpen" Lindberg tillhörde, från 1972 och två decennier framåt, världseliten i handikappidrottens bänkpress. Bland annat tog han fyra raka guld i Paralympics, 1980 i Arnhem, 1984 i Stoke Mandeville, 1988 i Seoul och 1992 i Barcelona.

## Meriter
- 5 OS-medaljer vid handikapp-OS (4 guld, 1 silver).
- Fyra världsrekord.
- Europarekord och svenskt rekord även för icke handikappade.[3]